# Cuautzintlica
Cuautzintlica är en ort i Mexiko.   Den ligger i kommunen Ajalpan och delstaten Puebla, i den sydöstra delen av landet, 240 km öster om huvudstaden Mexico City. Cuautzintlica ligger 1 941 meter över havet och antalet invånare är 156.
Terrängen runt Cuautzintlica är kuperad västerut, men österut är den bergig. Runt Cuautzintlica är det ganska tätbefolkat, med 144 invånare per kvadratkilometer. Närmaste större samhälle är Zongolica, 17,5 km norr om Cuautzintlica. I omgivningarna runt Cuautzintlica växer i huvudsak städsegrön lövskog.